# مساحة مشتركة

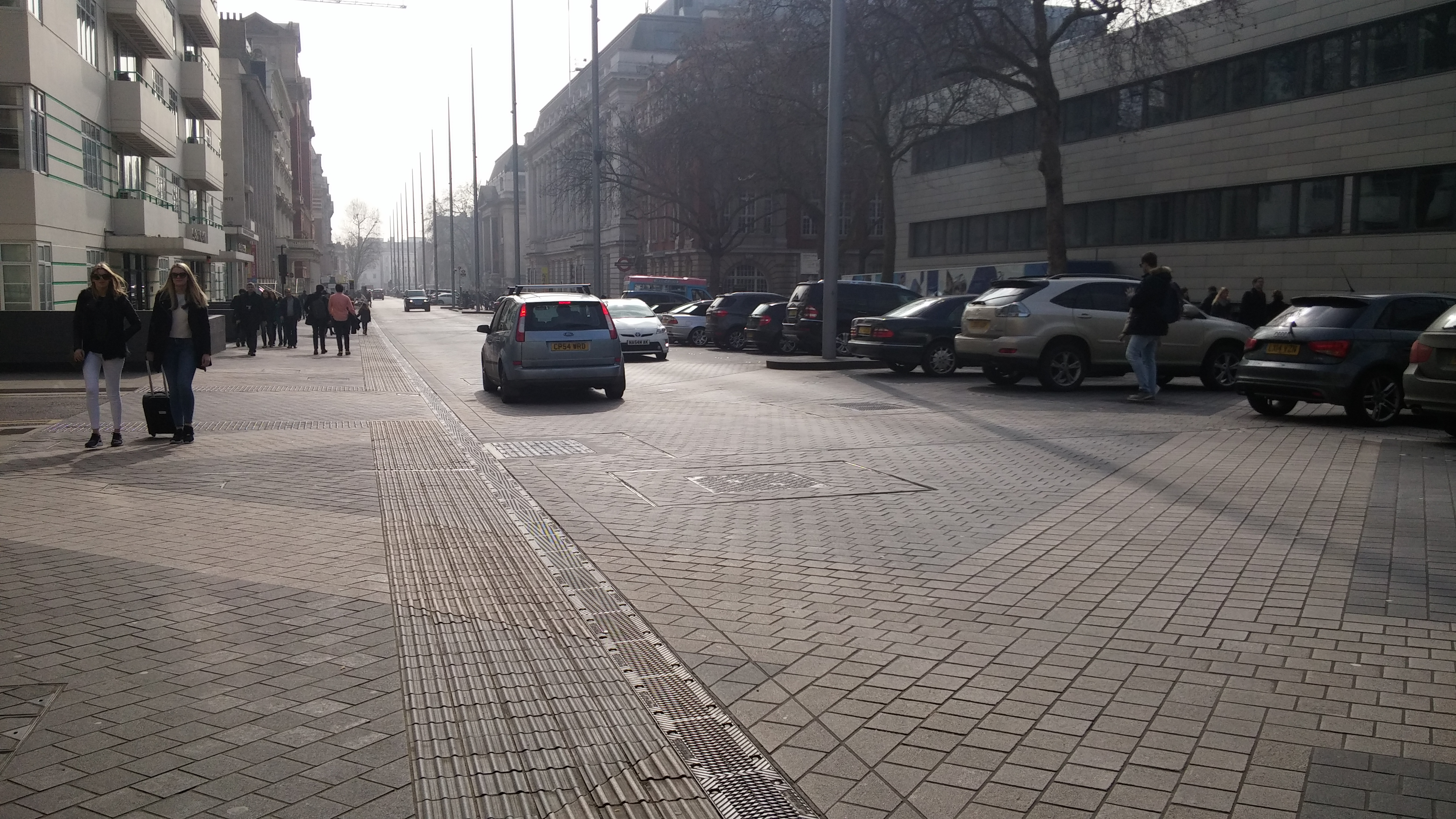

المساحة المشتركة هي منهج تصميم حضري يقلّل من الفصل بين وسائط مستخدمي الطريق. وتُصمّم هذه المساحات من خلال إزالة خصائص كحواف الرصيف وعلامات سطح الطريق وإشارات المرور والإشارات الضوئية. اقترح هانز مونديرمان وآخرون أنه من خلال خلق شعور أكبر من الحيرة وليصبح من غير الواضح لمن الأولوية، فإن السائقين سيخفضون من سرعتهم، ما يقلّل بدوره من هيمنة المركبات، ويخفض معدلات الإصابات على الطرق، ويعزّز السلامة لمستخدمي الطريق الآخرين.
يمكن أن يأخذ تصميم المساحة المشتركة أشكالًا مختلفة وفقًا لمستوى الترسيم والفصل بين وسائط النقل المختلفة. غالبًا ما تستخدم أشكال المختلفة للمساحات المشتركة في المناطق الحضرية، خاصةً تلك التي أصبحت خالية من السيارات تقريبًا («تهدئة حركة المرور»)، وكجزء من الشوارع الحيّة ضمن المناطق السكنية. كمفهوم منفصل، تنطبق «المساحة المشتركة» عادة على المساحات شبه المفتوحة على الطرق المزدحمة، وهذا ما يجعله مثيرًا للجدل.
تتعرّض المساحة المشتركة للرفض خصوصًا من جانب المنظمات التي تمثّل مصالح المكفوفين وضعاف البصر والصم، الذين يعبّرون غالبًا عن تفضيلهم للفصل الواضح لحركة مرور المشاة عن المركبات.

## تاريخها
يرتبط أصل المصطلح عمومًا بعمل مهندس المرور الهولندي هانز موندرمان، الذي كان رائدًا في هذا المجال في مقاطعة فريزلاند الهولندية. قبل تبني هذا المصطلح، استخدمت مشاريع تصميم الشوارع التي نفّذها ميشيل ديرونزييه في مدينة شامبيري بفرنسا في الثمانينيات مصطلح «أولوية المشاة». استخدم تيم فاروه المصطلح لوصف تخطيطات الشوارع غير الرسمية دون تحديد الحدود المرورية (على سبيل المثال «إرشادات تهدئة حركة المرور»، مجلس مقاطعة ديفون، 1991).
طُبِّق المصطلح على نحو واسع، ويعد المصمّم هاميلتون بيلي من أبرز من طبقوه، منذ إعداد مشروع التعاون الأوروبي في عام 2003. طوّر مشروع المساحة المشتركة الأوروبية (جزء من برنامج Interreg IIIB-North Sea) سياسات وأساليب جديدة لتصميم المساحات العامة ذات الشوارع بين عامي 2004 و2008 تحت قيادة هانز موندرمان حتى وفاته في عام 2008.
وتُقدّم مراجعات تطوّر مفاهيم المساحة المشتركة (2014) في مراجعات النقل: مجلة تعدد الاختصاصات العابر للحدود الوطنية.
حدّدت المؤسسة المُعتمدة للطرق الرئيسية والنقل ثلاثة أنواع واسعة من نهج تصميم الشوارع التي سُميت بالمساحة المشتركة ولكن لديها عدد من الاختلافات الهامة. تقترح استبدال مصطلح «مساحة مشتركة» بثلاثة تسميات جديدة: الشوارع ذات الأولوية للمشاة والشوارع غير الرسمية والشوارع المعزّزة.

## الفلسفة والدعم
الهدف من المساحة المشتركة هو تعزيز السلامة على الطرق وحيوية الطرق والتقاطعات، وخاصة تلك التي تتميّز بمستويات مرتفعة من حركة المشاة، من خلال تشجيع التفاوض على الأولوية في المناطق المشتركة بين مختلف مستخدمي الطرق. المساحة المشتركة هي «أسلوب تصميم بدلاً من نوع تصميم يتسم بالميزات القياسية».
اقترح هانز موندرمان أن سلوك الفرد في حركة المرور يتأثر تأثرًا إيجابيًا أكثر بالبيئة التي تبنيها المساحة العامة أكثر من الأجهزة والأنظمة التقليدية لمراقبة حركة المرور. أحد الأسباب للمفارقة الواضحة التي قلّلت من التنظيم أنّها تؤدّي إلى طرق أكثر أمانًا من خلال دراسة تأثير تعويض المخاطر.
• «نحن نفقد قدرتنا على اتباع سلوك مسؤول اجتماعيًا ...كلما زاد عدد التوجيهات، تضاءل شعور الناس بالمسؤولية الشخصية». (دير شبيغل تقتبس تصريح موندرمان)
• «عندما لا تعرف بالضبط من لديه الأحقية في الطريق، فإنك تميل إلى التماس الاتصال البصري مع مستخدمي الطرق الآخرين. تخفّض سرعتك تلقائيًا، وتتواصل مع أشخاص آخرين وتولي اهتمامًا أكبر».
يُزعم أن مثل هذه المخططات كان لها تأثير إيجابي على السلامة الطرقية وحجم حركة المرور والحيوية الاقتصادية وتماسك المجتمع؛ إذ يتأثّر سلوك المستخدم وتتحكم فيه التفاعلات البشرية الطبيعية بدلاً من التنظيم الاصطناعي. صرّح مونديرمان أن الاعتراضات تتعلّق بالتواصل أكثر مما تتعلّق بالتصميم، مشددًا على أهمية استشارة جميع المجموعات ذات الصلة خلال مرحلة التصميم.
أصدرت وزارة النقل في المملكة المتحدة إرشادات وطنية بشأن المساحة المشتركة في عام 2011. ومع ذلك، في يوليو 2018، تحوّلت في موقفها وأصدرت تعليمات إلى السلطات المحلية بوقف جميع مشاريع المساحات المشتركة الجديدة، مع تصريح وزير النقل نصرت غاني بأنها «لن تنجح» عندما يتعلق الأمر بالمكفوفين وضعاف البصر.

### شبه خالية من السيارات
وجد مختبر أبحاث النقل البريطاني أنه أقل من 90 مركبة تتدفّق في الساعة، وكان المارّة البالغون على استعداد للاختلاط بحركة المرور. عندما وصلت التدفقات إلى 110 مركبات في الساعة، استخدموا العرض الواقع بين واجهات المباني، كما لو كان طريقًا تقليديًا. وتستخدم قيمة مماثلة لهذه لتحديد مدى ملاءمة الطريق ليكون شارعًا حيًّا (woonerf).

## أمثلة
نفّذت العديد من البلدات والمدن حول العالم مخططات تمتاز بعناصر تستند إلى مبادئ المساحة المشتركة.

### أستراليا
تخطّط مدينة بنديغو التابعة لولاية فيكتوريا (اعتبارًا من أكتوبر 2007) لتنفيذ مساحة مشتركة في وسط المدينة.

### النمسا
في أكتوبر 2011، افتتحت مدينة غراتس منطقة مساحة مشتركة حول تقاطع من خمس نقاط يعرف باسم سونينفيلسبلاتز (Sonnenfelsplatz) بجوار جامعة غراتس بهدف تخفيف الازدحام من 4 خطوط حافلات منفصلة في المدينة وحركة مرور السيارات والدراجات والمشاة، وكذلك تقليل عدد الحوادث. كان هذا أول ظهور لمفهوم المساحة المشتركة في النمسا.

### الدنمارك
قدّمت بلدية إيبي مشروع المساحة المشتركة في الدنمارك. كان جزءًا من مشروع Interreg IIIB الأوروبي مع مقاطعة فيسلان كشريك رئيسي. ترأس المشروع المخطّط الحضري مورتن ميغن فيسترغارد وبيارن وينتربرغ. وكان يشرف عليه هانز موندرمان.

### ألمانيا
أدخلت بلدية بوهمتي نظام طريق المساحة المشتركة في سبتمبر 2007. كان أحد أهداف المشروع تعزيز السلامة الطرقية في المدينة.

### هولندا
لا يوجد في قرية ماكينغا حواف طريق ولا توجد إشارات تعطي أوامر أو إشارات اتجاه مرئية في الشوارع. توجد إشارة مرورية عند مدخل المدينة التي نصّها Verkeersbordvrij يعني «خالية من إشارات المرور». لا يوجد عدادات مواقف للسيارات ولا قيود للتوقّف أيضًا. دراختن هي مدينة رائدة أخرى لمثل هذه المخططات. انخفضت أرقام الحوادث عند أحد التقاطعات، إذ أُزِيلت إشارات المرور الضوئية، وانخفص عددها من ستة وثلاثين في السنوات الأربع السابقة لتطبيق المخطط إلى اثنتين في العامين التاليين. تبقّى فقط ثلاثة فقد من أجهزة إشارات المرور الضوئية الخمسة عشر التي كانت موجودة في الأصل. لا يُسمع الآن عن حالات طوابير (اختناقات المرورية) إلا نادرًا عند مفترق الطرق الرئيسي في المدينة، والذي تمرّ فيه نحو 22000 سيارة يوميًا. خلُصَ تقييم لخطة لافايبلاين في دراختن إلى أن حركة المرور تتدفق الآن بمعدٍل ثابت وبسرعات متساوية لحركة السيارات والدراجات وبقدر أكبر من الحرية مع تقليل الازدحام وتأخير أقصر وسعة مُعزَّزة للمشاة أيضًا. بالإضافة إلى ذلك، الذي يرتبط بفلسفة المساحة المشتركة والذي يتضح من انخفاض الحوادث المسجلة، انخفضت الجباية العامة المخصصة للسلامة المرورية.